# Маґнус Брока
Маґнус Брока (швед. Magnus Broka), іноді також Маґнус Брока Кнутссон — шведський шляхтич, який жив у XII столітті, походив із династії Б'єльбу. Був старшим сином ярла Кнута Бірґерссона та онуком ярла Бірґера Броси.
Неясно, з ким він був одружений. На думку шведського історика Діка Гаррісона це була, можливо, Сіґрід Кнутсдоттер. Інше джерело стверджує, що його дружиною була дочка Еріка X Кнутссона Катаріна Шведська, з якою він одружився між 1225 і 1230 роками. Доведено, що у нього був син на ім'я Кнут Маґнуссон, який, згідно з Hákonar saga Hákonarsonar (сага про Гокона Гоконссона), був претендентом на шведський трон після смерті Еріка XI в 1250 році.